# Katarina Ristić
Katarina Ristić (Kranj, 13 aprile 1984) è un'ex cestista slovena.